# Anlagensicherheit
Bei der Anlagensicherheit geht es darum, schädliche Einwirkung insbesondere verfahrenstechnischer Anlagen auf den Menschen, die Umwelt und Sachwerte zu vermeiden. Gleichzeitig trägt sie dazu bei, Produktionsziele in Güte, Zeit und Menge zu erreichen. Die Anlagensicherheit stützt sich auf das Verfahrenskonzept sowie begleitende technische und organisatorische Maßnahmen.

## Grundlagen von Betreiberpflichten
Zur Erzielung der Anlagensicherheit gibt es nicht ein einzelnes Gesetz oder Norm. Ein Betreiber hat vielmehr eine Vielzahl von Pflichten zu erfüllen, die sich beispielsweise aus dem Bundes-Immissionsschutzgesetz, dem Wasserhaushaltsgesetz, dem Abfallgesetz, der Umweltverträglichkeitsprüfung, dem Umwelthaftungsgesetz, dem Chemikaliengesetz, Betriebssicherheitsverordnung, den Unfallverhütungsvorschriften etc. ergeben.

## Sicherheitsaspekte
Die Anlagensicherheit entsteht aus der Wahrung folgender Aspekte:
- Gefahrenpotenziale der verwendeten und erzeugten chemischen und biologischen Stoffe,
- geeigneter, integrierter Sicherheitstechnik,
- sorgfältiger Auslegung der Schnittstellen von Stoff und Technik,
- einer kontinuierlichen sicherheitstechnischen Beurteilung von Anlagen,
- geeigneter Organisation und Mitarbeiterführung,
- sorgfältiger Auswahl (Terrorismusgefahr) und anhaltender Qualifizierung der Mitarbeiter,
- Beachtung der Wechselwirkung von Anlage mit dem Umfeld und der Umwelt sowie
- Einhaltung von Gesetzen und Richtlinien.

Die Anlagensicherheit kann in der Praxis entweder mittels realer Anlagen oder mittels spezieller Testumgebungen überprüft werden.